# Festival de Escuelas de Teatro de Bilbao
El Festival de Escuelas de Teatro de Bilbao, Festival de Teatro Universitario de Bilbao, Festival FETABI o simplemente FETABI es un festival internacional de teatro universitario que se celebra cada año en la ciudad de Bilbao.
El festival se celebra anualmente en la ciudad de Bilbao y en él distintas compañías y escuelas de teatro (escuelas de arte dramático, universidades,...) de toda España y Europa son seleccionadas para presentar sus producciones teatrales en el festival que dura alrededor de dos semanas.
El Festival es organizado por la Sociedad General de Autores y Editores (SGAE) y por la Fundación SGAE, en colaboración con otras instituciones teatrales, culturales y gubernamentales.

## El Festival
El Festival fue creado en el año 2012 con el objetivo de impulsar el teatro, las producciones teatrales y el talento en las artes escénicas. Desde su creación el Festival se localiza en la ciudad de Bilbao, en el Teatro Campos Elíseos, como teatro anfitrión. La duración del festival es de aproximadamente dos semanas, que suelen ser en el mes de junio.
En el festival, distintas compañías y escuelas de teatro (escuelas de arte dramático, universidades,...) de toda España y Europa presentan sus producciones y después son seleccionadas para exhibir sus producciones teatrales en el festival. De forma general, la inscripción comienza durante el mes de febrero y la celebración del festival se lleva a cabo en el mes de junio.

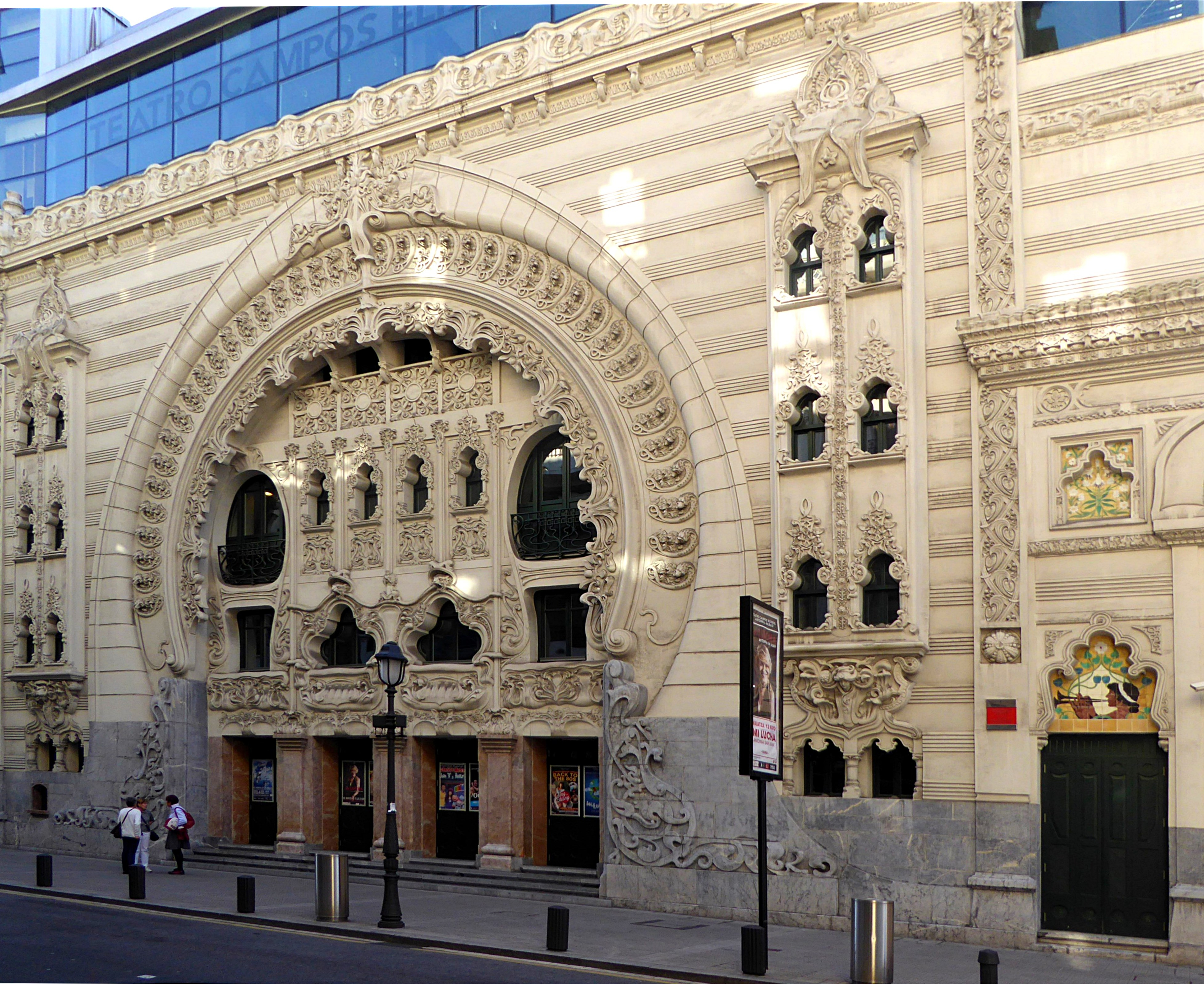
Teatro Campos Elíseos (en Bilbao), donde se celebra anualmente el Festival de Escuelas de Teatro de Bilbao.

El comité de selección valora los proyectos teatrales presentados y elige a veinte participantes, que serán los seleccionados para representar sus producciones teatrales durante el festival.
Desde el año 2017, el festival ocupa todo el Teatro Campos Elíseos de Bilbao, todas sus salas y auditorios. Todas las salas del teatro acogen distintos participantes y distintas compañías y representaciones seleccionadas.
El Festival es organizado por la Sociedad General de Autores y Editores (SGAE) y por la Fundación SGAE, en colaboración con otras entidades que también colaboran como: Artistas Intérpretes, Sociedad de Gestión (AISGE), la compañía Deabru Beltzak, el Ayuntamiento de Bilbao, el Minsiterio de Cultura, …
Las compañías participantes proceden de toda España y Europa. Entre las que han participado o participan están: Escuela Cuarta Pared, Real Escuela Superior de Arte Dramático (RESAD), Universidad Autónoma de Madrid (UAM), Universidad de Navarra, Universidad de La Rioja, Ánima Eskola, Escuela de Teatro de Getxo, Nexo Teatroa, Kabia Laborategia, ...

## Premios FETABI
Al final del festival, teniendo en cuenta todas las producciones teatrales y compañías invitadas, representaciones seleccionadas y representaciones expuestas, se reparten distintos premios. En total, son siete los premios que se otorgan:
- Premio al Mejor Espectáculo/Producción teatral
- Premio a la Mejor Dirección Escénica
- Premio a la Mejor Actriz
- Premio al Mejor Actor
- Premio al Mejor Texto de Autoría Original
- Premio al Mejor Texto Adaptado
- Premio especial del Público

Además, desde el año 2017, también se otorga el "Premio 'FETABI Cúpula Compañía Invitada'". La primera vez que se otorgó este premio fue premiado el Grupo TECU de la Universidad de La Rioja.

## Festivales Internacionales de Teatro
Al igual que el Festival de Escuelas de Teatro de Bilbao, entre otros festivales internacionales de teatro similares en Europa tenemos los siguientes (entre otros):
| Nombre                                                                                    | Creación | Ciudad    | Región                   | País   | Tipo  |
| ----------------------------------------------------------------------------------------- | -------- | --------- | ------------------------ | ------ | ----- |
| Festival de Escuelas de Teatro de Bilbao (FETABI)                                         | 2012     | Bilbao    | Spain                    | España | Anual |
| Encuentro de Academias Europeas de Teatro - Meeting of European Theatre Academies (META)  | 2015     | Florencia | Toscana                  | Italia | Anual |
| Festival Internacional de Teatro TACT (Festival TACT - Festival Internazionale di Teatro) | 2014     | Trieste   | Friul-Venecia Julia      | Italia | Anual |
| Moscow Your Chance Festival (Festival Internacional de Teatro Moscow Your Chance)         |          | Moscú     | Distrito federal Central | Rusia  | Anual |
| ACT Festival - Festival Internacional de Escena Emergente                                 | 2004     | Bilbao    | Spain                    | España | Anual |
| Festival Internacional de Teatro de Vitoria                                               | 1975     | Vitoria   | Spain                    | España | Anual |